# 錫爾斯塔德岩
75°58′S 133°2′W / 75.967°S 133.033°W
錫爾斯塔德岩（英語：Syrstad Rock），是南極洲的岩石，位於瑪麗伯德地，處於柯納海崖以北1.6公里的伯西山西北坡，屬於弗拉德山脈的一部分，美國地質調查局根據測量和美國海軍拍攝的空中照片繪入地圖，現時由南極條約體系管理。